# نزاع الغوطة الشرقية بين المعارضة (أبريل–مايو 2016)
نزاع الغوطة الشرقية بين المعارضة كان صراعا مسلحا بين تحالف المعارضة في جيش الفسطاط، الذي يضم جبهة النصرة وفيلق الرحمن، وجماعة جيش الإسلام المعارضة، التي وقعت في الأراضي التي تسيطر عليها المعارضة في شرق دمشق. وقد وقعت توترات بين الجماعتين منذ مارس 2016، عندما طرد فيلق الرحمن جيش الإسلام في زملكا بعد أن استوعب الاتحاد الإسلامي لأجناد الشام في فبراير.

## المقدمة – اشتباكات في جسرين
في 18 أبريل 2016، قام فيلق الرحمن بشن هجوم على مقر جيش الإسلام في بلدة جسرين، واستولى على المقر الرئيسي.

## الصراع المفتوح

### بدء القتال
في 28 أبريل، هاجم فيلق الرحمن وجيش الفتات مواقع جيش الإسلام في ست بلدات في الغوطة الشرقية، بما في ذلك القابون وزملكا، مما أدى إلى انشقاق لواء الدفاع الجوي السابق إلى جيش الإسلام. وقد نفت أحرار الشام تورطها في الصراع وبقيت على الحياد. وتظاهر سكان غوطة الشرقية بسبب القتال ودعا إلى انهاء الاقتتال بين المعارضة.

### الهجوم على مسرابا ووقف إطلاق النار
في 8 مايو، هاجمت جيش الفسطاط، وجبهة النصرة، وفيلق الرحمن قرية مسرابا التي يسيطر عليها جيش الإسلام. وبحلول هذا الوقت، كان جيش الإسلام يسيطر بشكل رئيسي على المناطق الشمالية من الغوطة الشرقية، في حين تسيطر جبهة النصرة على الجنوب. وداهم جيش الإسلام عدة صيدليات، وقتل طبيب بطلقات طائشة. وفي اليوم التالي، وقع اتفاق لوقف إطلاق النار ألزم جيش الإسلام بالانسحاب من مسرابا التي كان من المفترض أن تسيطر عليها قوة شرطة محايدة. ومع ذلك، وعلى الرغم من إعلان وقف إطلاق النار المعلن عنه، استمر القتال، وبحلول 17 مايو، قتل أكثر من 500 مقاتل من الجانبين وعشرات المدنيين في القتال الذي اندلع في الغوطة الشرقية. وأعلن عن اتفاق جديد لوقف إطلاق النار في 24 مايو 2016.

## بعد
في منتصف يونيو أسفرت جولة جديدة من القتال عن مقتل أكثر من 30 مقاتلا على الجانبين.
في 22 يوليو، هاجم فيلق الرحمن، خلال هجوم حكومي جديد في الغوطة الشرقية، «مكتب ريف دمشق» الذي يسيطر عليه جيش الإسلام في سقبا، مما أسفر عن مقتل تسعة من المعارضة.
في الفترة ما بين 26 أبريل و1 مايو 2017، قتل أكثر من 95 من المعارضة خلال اشتباكات بين جيش الإسلام وهيئة تحرير الشام الشام وفيلق الرحمن. وأطلق مقاتلو «جيش الإسلام» النار على المتظاهرين الذين دعوا إلى وضع حد للقتال. وأدت الاشتباكات إلى تقدم الجيش السوري في شرق دمشق.